# 三ツ山古墳
三ツ山古墳（みつやまこふん、三ッ山古墳）は、愛知県豊橋市牟呂町にある古墳。形状は前方後円墳。史跡指定はされていない。

## 概要

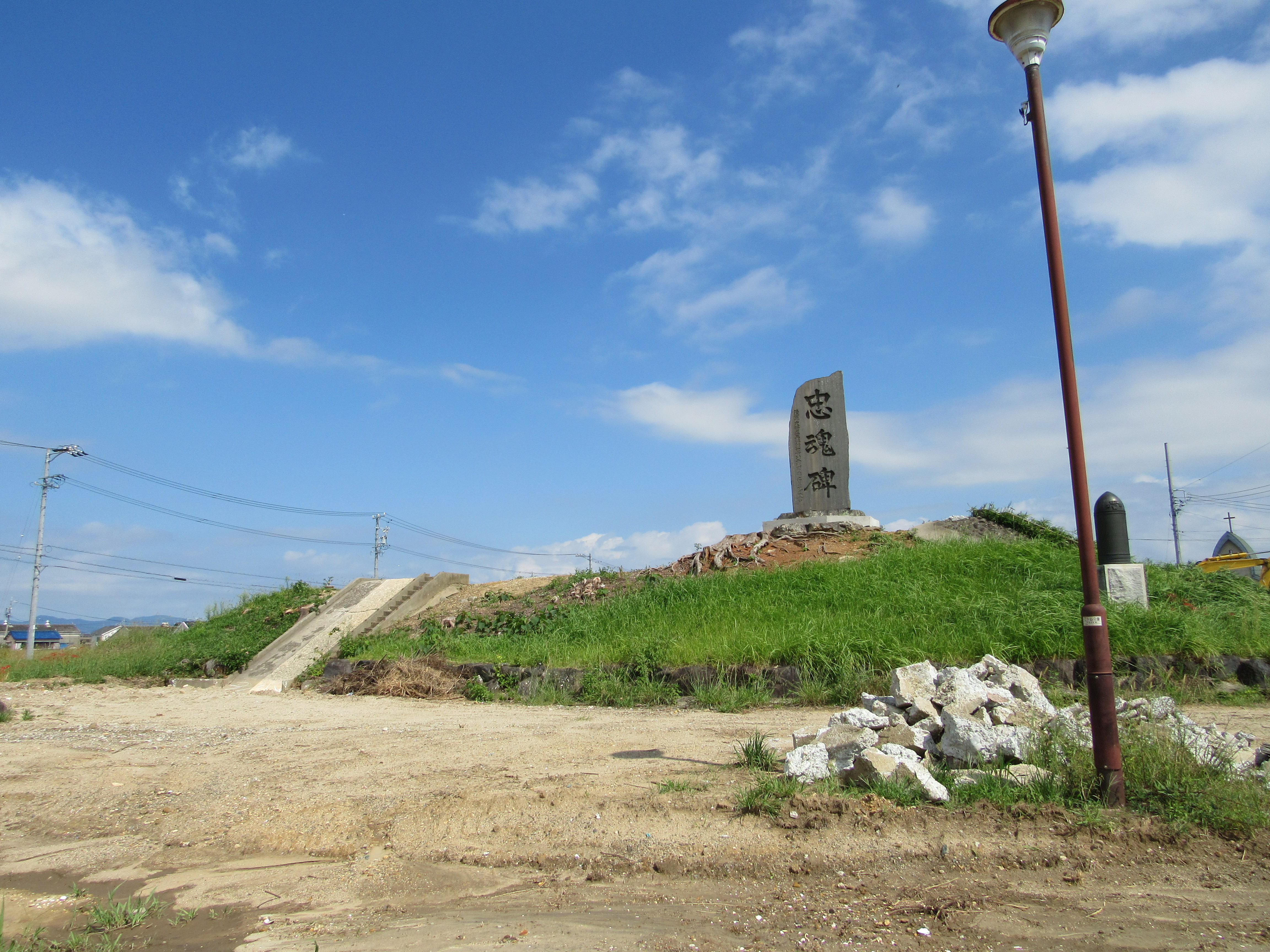
墳丘2022年9月25日撮影。

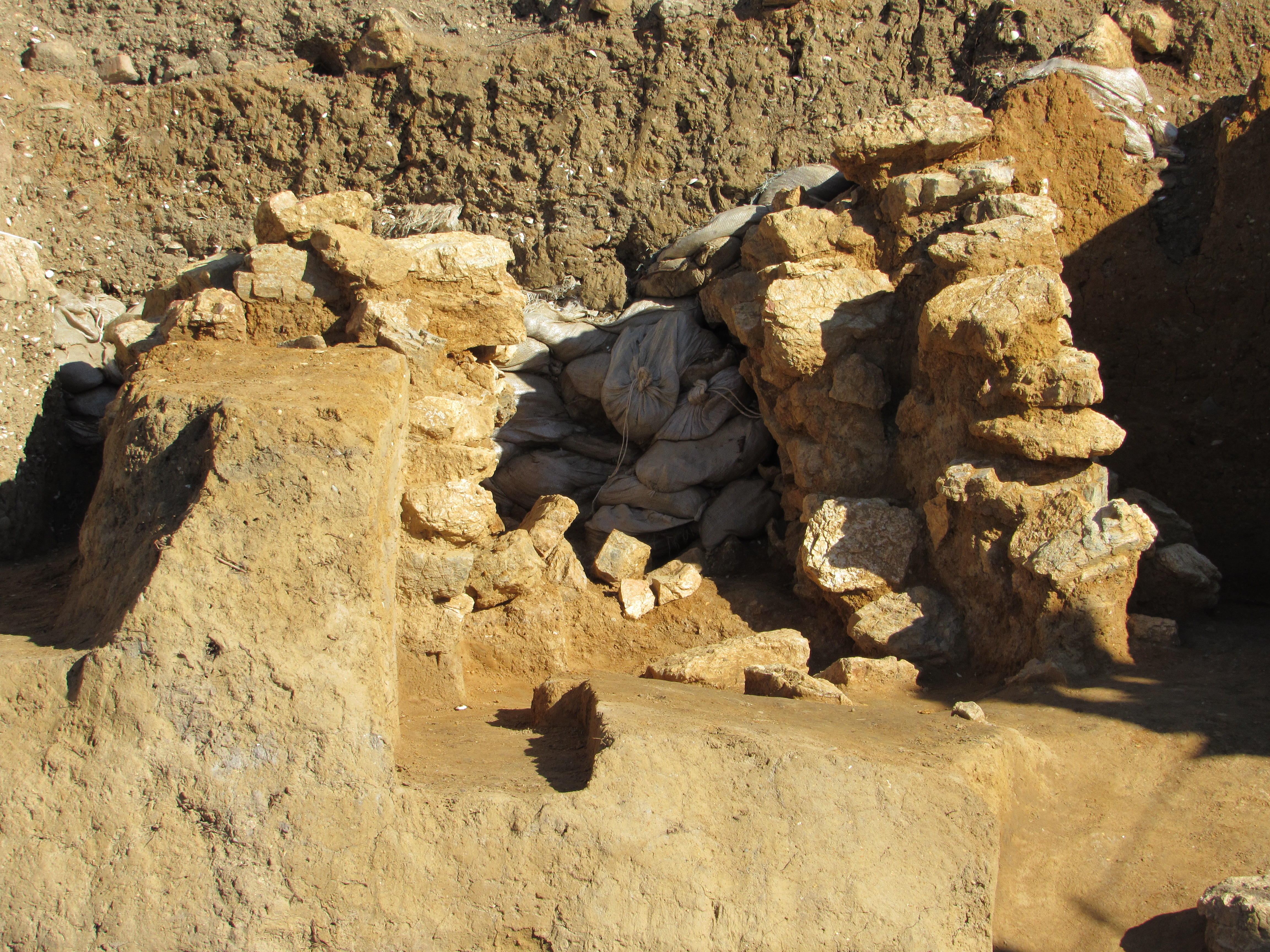
前方部石室 開口部2022年12月25日発掘調査現地説明会にて撮影。

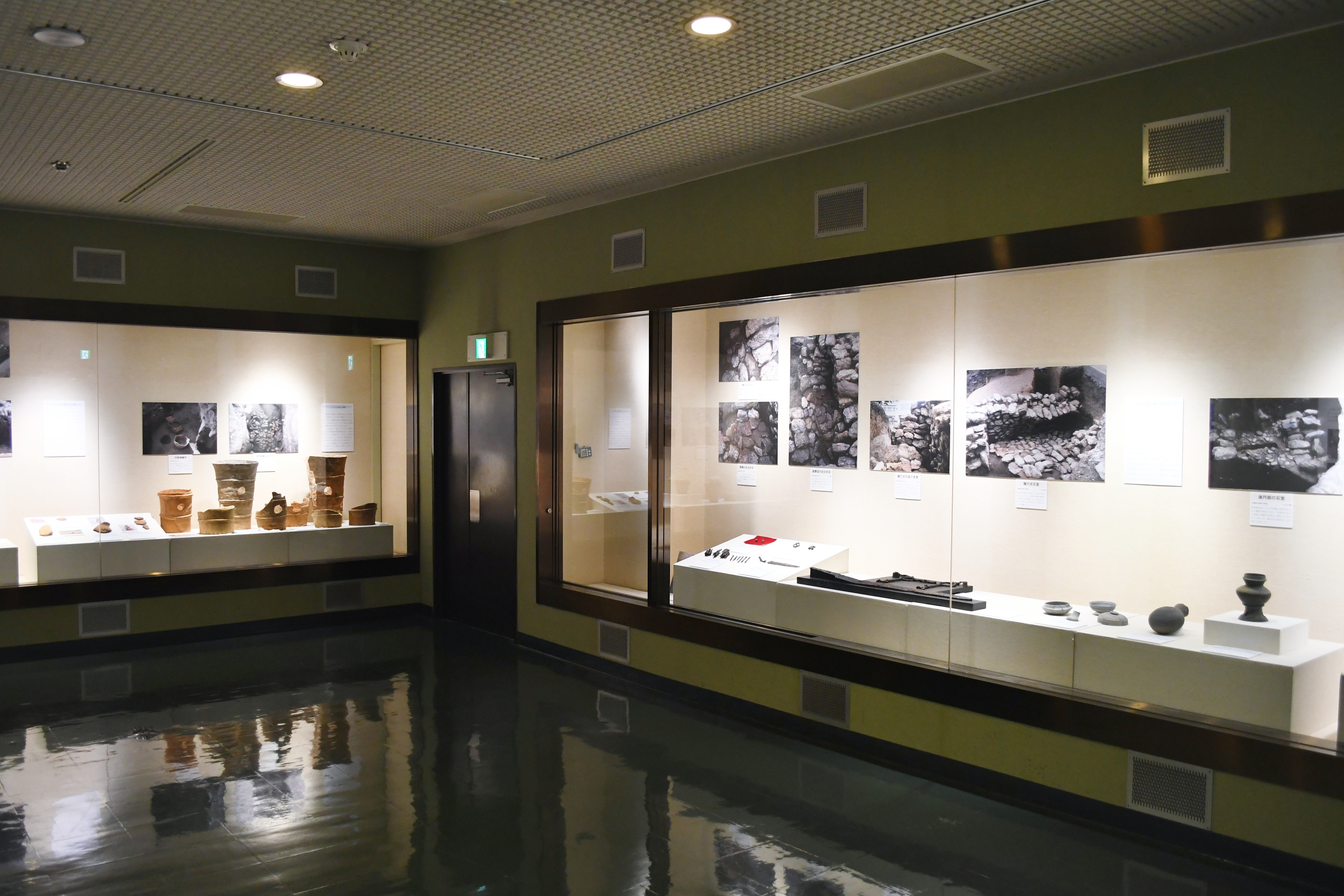
出土品豊橋市美術博物館展示（他画像も同様）。

愛知県東部、豊川下流域左岸の低位段丘縁辺部に築造された古墳である。かつては周辺に小古墳6基が分布したが、現在は本古墳のみが遺存する。1998-2000年度（平成10-12年度）に発掘調査が実施されている。
墳形は前方部が発達した前方後円形で、前方部を北西方向に向ける。墳丘は2段築成。墳丘表面では円筒埴輪・形象埴輪（人物埴輪）が検出されている。また墳丘周囲には周溝が巡らされる。埋葬施設は、後円部・前方部における横穴式石室各1基である。後円部石室は大きく破壊されているが、前方部石室は無袖式の石室であり、大刀1・短刀1・馬具（轡1）・鉄鏃50本以上・須恵器（脚付有蓋壺・提瓶）・土師器（壺）が検出されている。築造時期は古墳時代後期の6世紀前半頃と推定される。
現在では石室は埋め戻されている。

## 遺跡歴
- 測量調査（豊橋市教育委員会、1993年に報告）。
- 1998-2000年度（平成10-12年度）、発掘調査（豊橋市教育委員会、1999・2000・2001年に概報刊行）。
- 2022年度（令和4年度）、発掘調査（豊橋市文化財センター）。

## 墳丘
墳丘の規模は次の通り。
- 墳丘長：37メートル（または36メートル[1]）
- 後円部 直径：18.5メートル
- 前方部 幅：28メートル

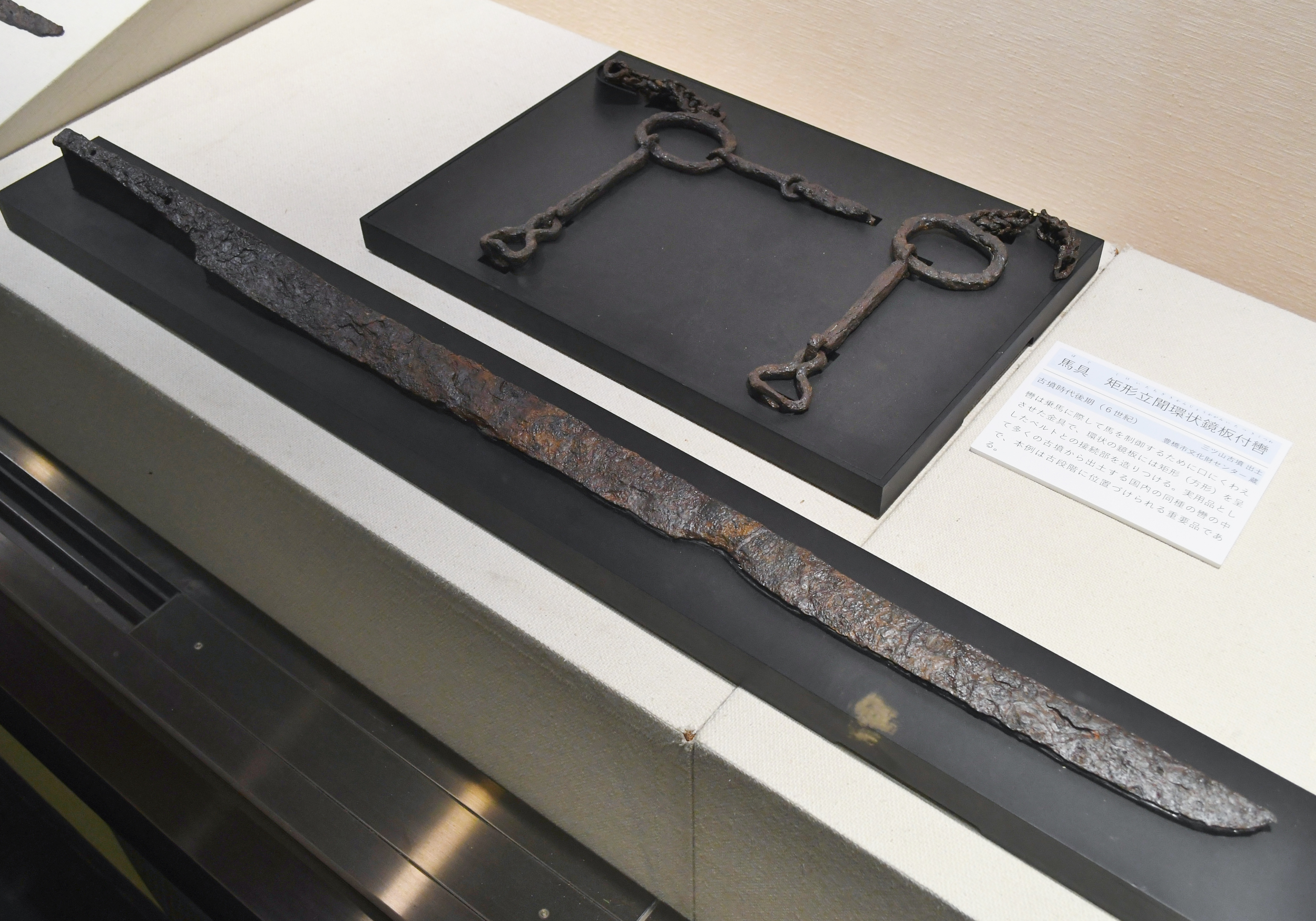
大刀
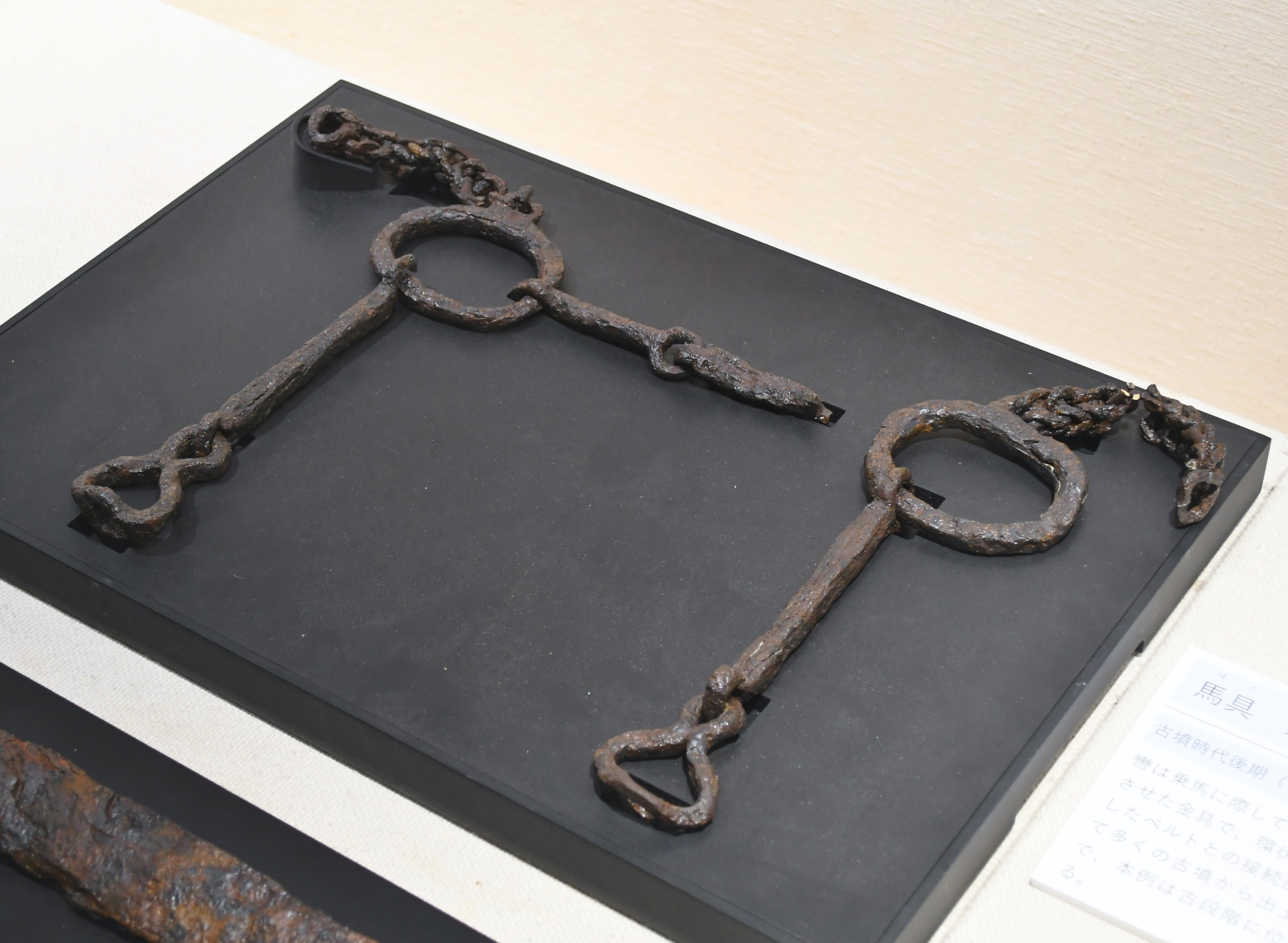
馬具 矩形立聞環状鏡板付轡
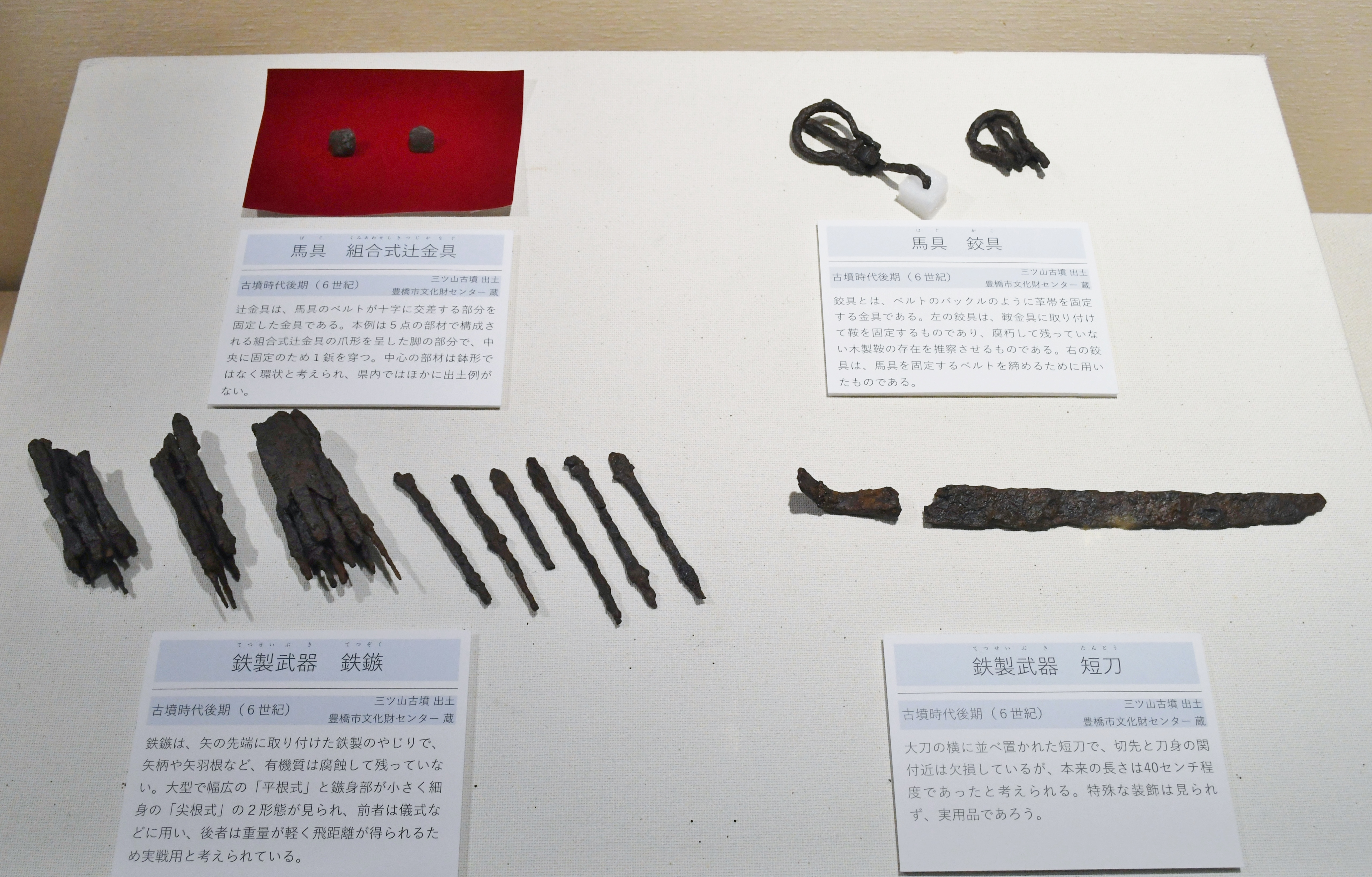
馬具・鉄鏃・短刀
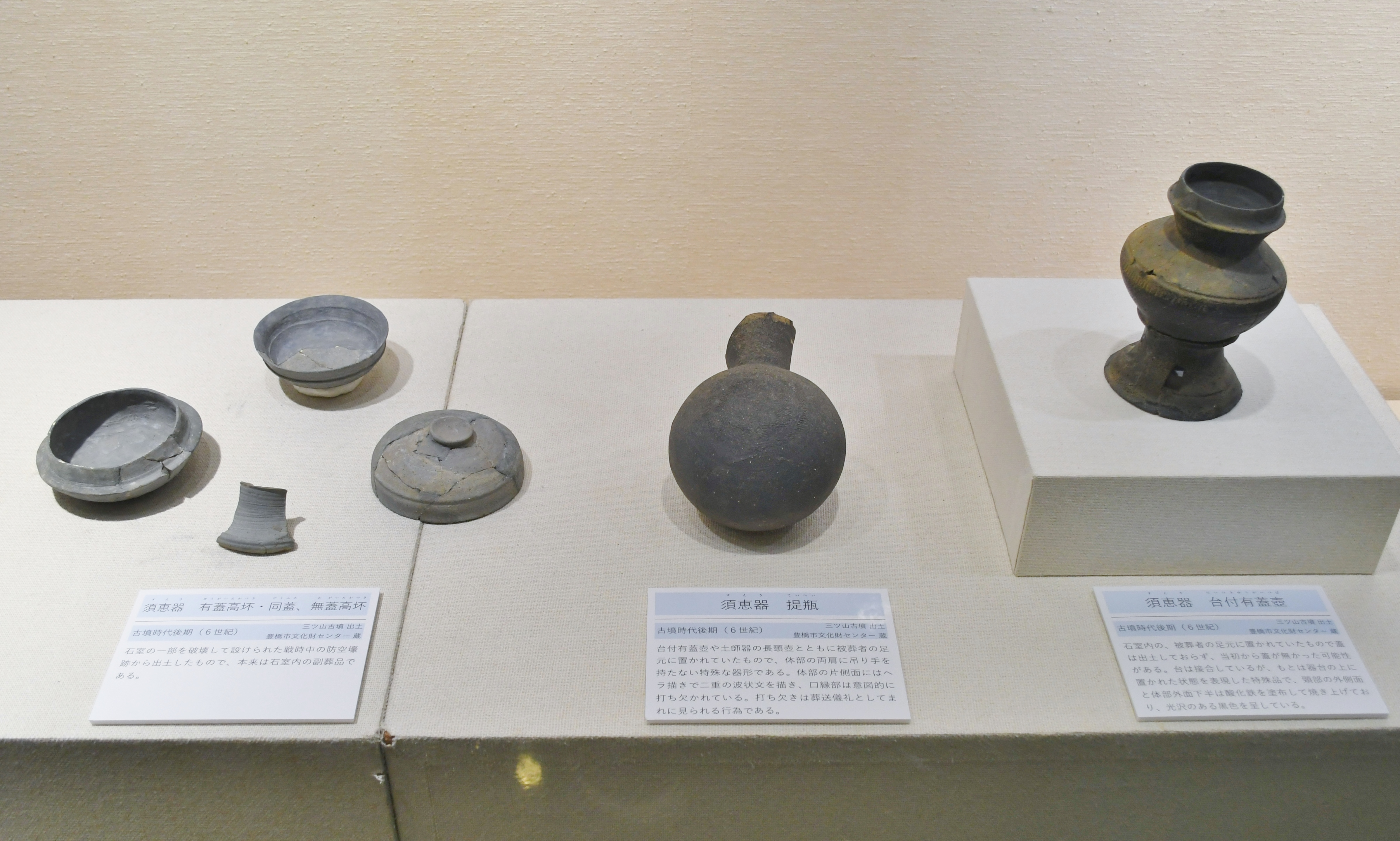
須恵器
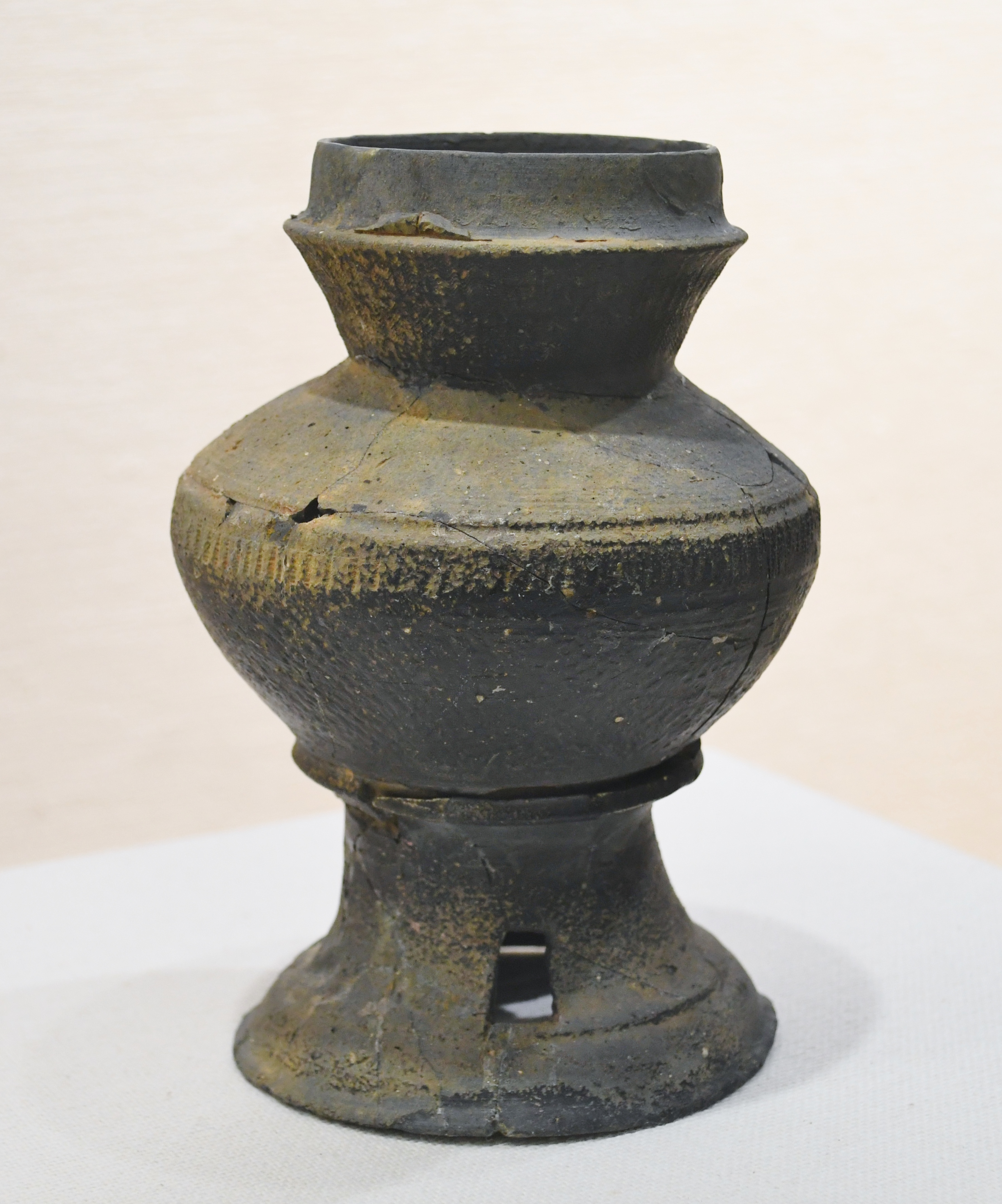
須恵器 脚付有蓋壺
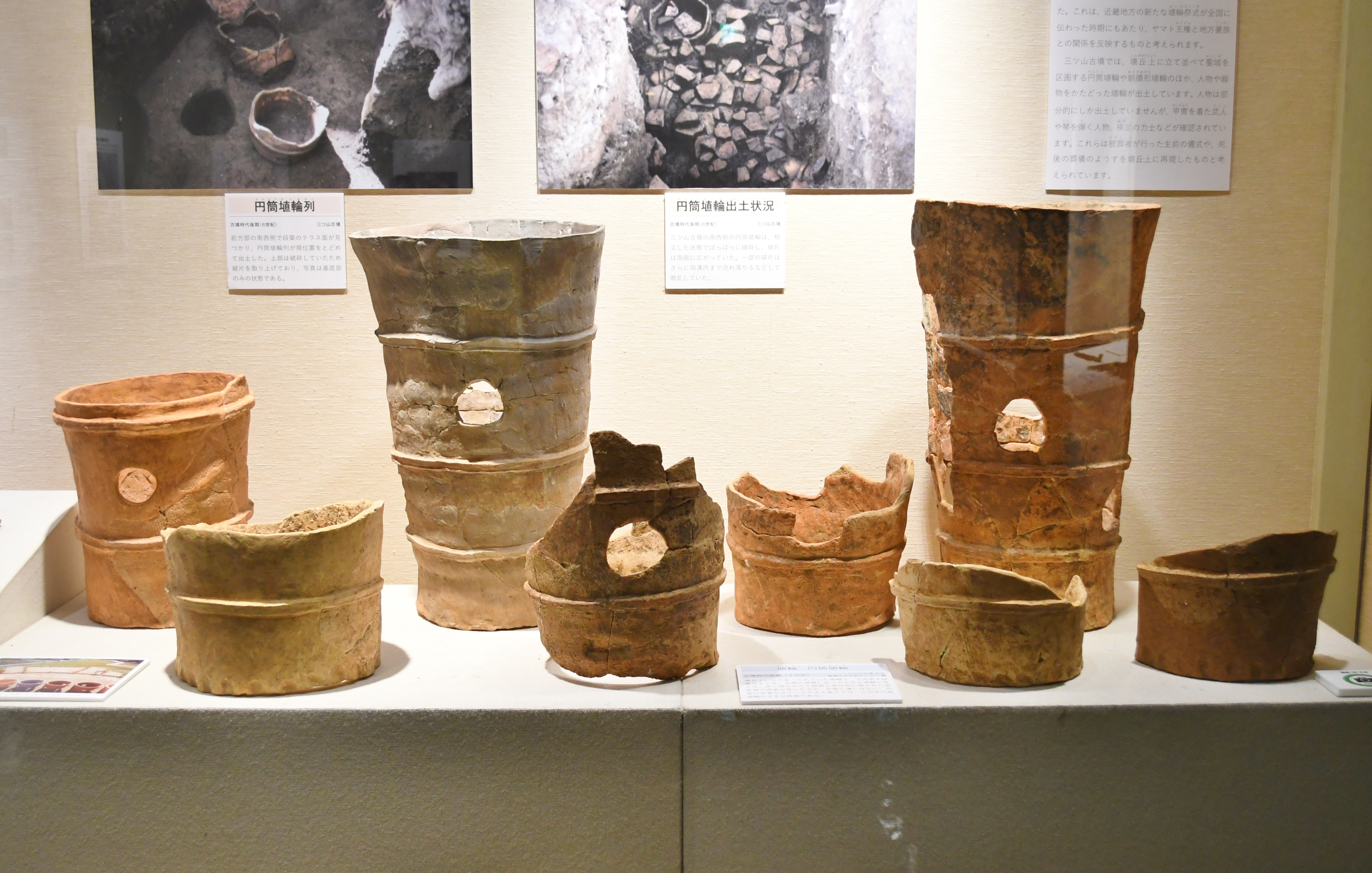
円筒埴輪
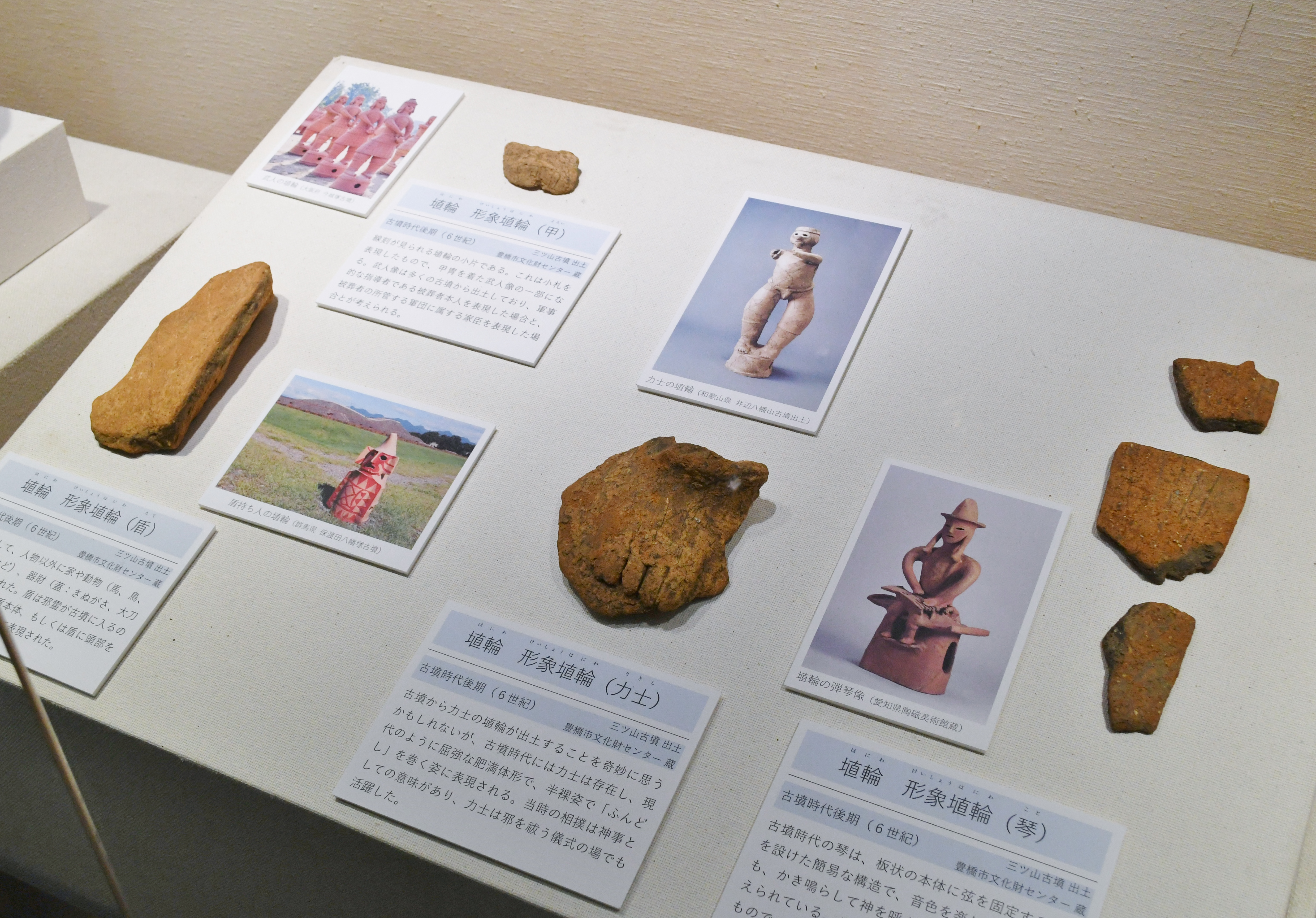
形象埴輪

## 関連文献
（記事執筆に使用していない関連文献）
- 「三ツ山古墳」『古墳測量調査1（豊橋市埋蔵文化財調査報告書 第17集）』豊橋市教育委員会、1993年。
- 『三ツ山古墳調査概要（I）-平成10年度-』豊橋市教育委員会、1999年。
- 『三ツ山古墳調査概要（II）-平成11年度-』豊橋市教育委員会、2000年。
- 『三ツ山古墳調査概要（III）-平成12年度-』豊橋市教育委員会、2001年。